# لئونید پاسترناک
لئونید پاسترناک (روسی: Леони́д О́сипович Пастерна́к؛ ۲۲ مارس ۱۸۶۲ – ۳۱ مهٔ ۱۹۴۵) نقاش پست‌امپرسیونیسم اهل امپراتوری روسیه بود.